# Nick Lowe
Nicholas Drain "Nick" Lowe (Walton-on-Thames, Surrey, Inglaterra; 24 de marzo de 1949) es un cantante, compositor y productor discográfico británico. Una figura importante en el pub rock, el punk, el power pop y el new wave, Lowe ha grabado una serie de álbumes bien recibidos por la crítica. Además de cantar, Lowe toca guitarra, bajo, piano y armónica.
Sus canciones más populares son "Cruel to Be Kind" (ingresó en el top 40 de la lista Billboard Hot 100) y "(I Love the Sound of) Breaking Glass" (ingresó en la lista de éxitos UK Singles Chart). Además ha sido productor para reconocidos artistas como Elvis Costello y Graham Parker. Lowe compuso la canción "(What's So Funny 'Bout) Peace, Love, and Understanding", que terminó convirtiéndose en un éxito para Elvis Costello.
Estuvo casado con la cantante de música country Carlene Carter entre 1979 y 1990. Reside en Brentford, Londres.

## Carrera
Lowe asistió a la escuela independiente Woodbridge School en Suffolk. Comenzó su carrera musical en 1967, cuando se unió a la banda Kippington Lodge junto con su amigo de la escuela Brinsley Schwarz. Lanzaron algunos sencillos en el sello discográfico Parlophone como Kippington Lodge, al igual que su primer EP, titulado "I Can See Her Face", lanzado en 1969, antes de cambiar el nombre de la banda a Brinsley Schwarz a fines de 1969 y orientaron su estilo hacia el country y el blues rock. La banda fue lanzada por su compañía de representación Famepushers Ltd con una aparición en el Fillmore East de Nueva York, que financió un avión lleno de periodistas británicos para presenciar el evento, pero el concierto no tuvo éxito y durante los siguientes años la banda se confinó en el circuito de pub rock de Londres. Lowe escribió algunas de sus composiciones más conocidas mientras era miembro de la banda, incluyendo "(What's So Funny 'Bout) Peace, Love, and Understanding", un éxito para Elvis Costello en 1979; y "Cruel to Be Kind", también en 1979, el sencillo más exitoso de Lowe, coescrito con su compañero de banda Ian Gomm.
Después de dejar Brinsley Schwarz en 1975, Lowe comenzó a tocar el bajo en Rockpile con Dave Edmunds. Debido a que ambos tenían contratos de grabación con diferentes sellos discográficos, sus álbumes siempre se acreditaban a Lowe o Edmunds, por lo que solo hay un álbum oficial de Rockpile, Seconds of Pleasure de 1980, que no se lanzó hasta los últimos días de la colaboración. Seconds of Pleasure incluyó las canciones de Lowe "When I Write the Book" y "Heart". Dos de los álbumes solistas más importantes de ambos, Labor of Lust de Lowe y Repeat When Necessary de Edmunds, fueron efectivamente álbumes de Rockpile, al igual que el álbum Musical Shapes de Carlene Carter, producido por Lowe. 
En agosto de 1976, Lowe lanzó "So It Goes"/"Heart of the City", el primer sencillo del sello Stiff Records, donde trabajaba como productor. El sencillo y la discográfica fueron financiados con un préstamo de 400 libras esterlinas de Lee Brilleaux de la banda Dr. Feelgood. El primer EP del sello fue Bowi de Lowe, presuntamente llamado en respuesta al álbum Low de David Bowie. La broma se repitió cuando Lowe produjo el álbum Max de The Rumour como una "respuesta" a Rumours de Fleetwood Mac. Lowe continuó produciendo álbumes en Stiff y otros sellos. En 1977 produjo el álbum de Dr. Feelgood, Be Seeing You, que incluía "It's It, I Quit", escrito por Lowe y Private Practice, publicado el año siguiente, incluyó "Milk and Alcohol", escrito por Lowe y Gypie Mayo. Esta pista y "I Love the Sound of Breaking Glass" son las únicas canciones de Lowe en alcanzar el Top 10 de la lista de singles del Reino Unido.
En 1979, Nick Lowe se casa con la cantante Carlene Carter, adoptando a la primera hija de Carlene, Tiffany Anastasia. La boda generó un vídeo que fue posteriormente utilizado en un promocional del artista, "Cruel to be Kind", que a la postre se convertiría en una de sus éxitos más importantes. El matrimonio se disolvió en 1990.
Después de la desaparición de Rockpile en 1981, Lowe estuvo de gira con su banda Noise to Go y más tarde con Cowboy Outfit, que incluía al tecladista Paul Carrack. A principios de la década de 1980 produjo para artistas como John Hiatt, The Fabulous Thunderbirds y The Men They Couldn't Hang. A mediados de los 80, Lowe se volvió más exclusivo en su elección de colaboradores, produciendo el LP Blood & Chocolate de 1986 para Elvis Costello, un sencillo de 1988 ("Windows of the World" / "1969") para The Pretenders y el álbum debut homónimo de Katydids de 1990. Durante este período, Lowe también fue miembro del breve proyecto de estudio Little Village, con John Hiatt, Ry Cooder y Jim Keltner, quienes originalmente se juntaron para grabar el álbum de 1987 de Hiatt Bring the Family. Después de eso, Lowe esencialmente se retiró de producir para otros actos, aunque la banda de country-rock The Mavericks lo persuadió de producir una pista para la banda sonora de Apollo 13 en 1995.
Lowe se mantiene activo profesionalmente. En la primavera de 2019 se embarcó en giras, tanto en los Estados Unidos como en el Reino Unido, con la banda Los Straitjackets. En junio de 2019, tocó en el Festival de Glastonbury.

## Vida personal

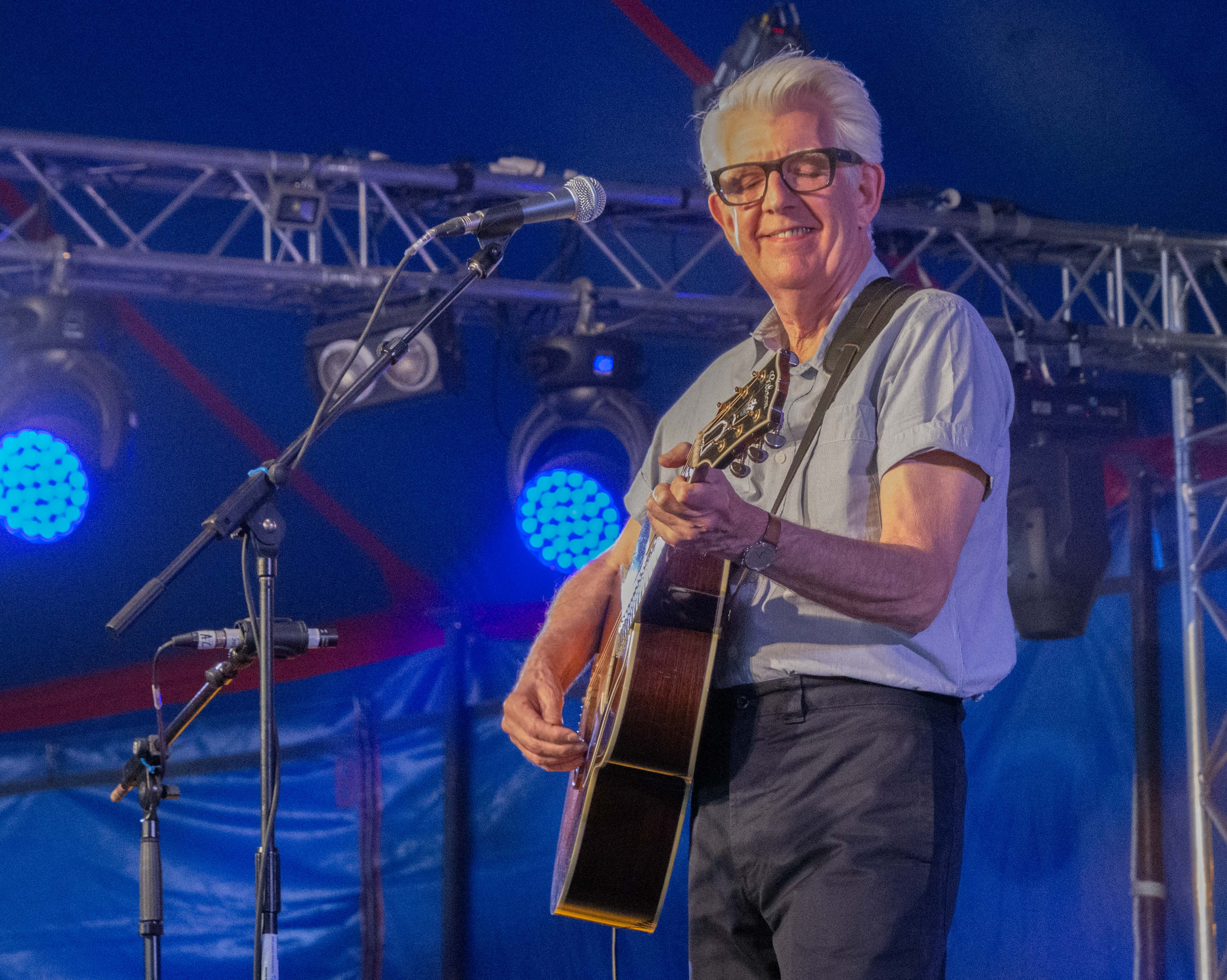
Lowe en vivo en el Ealing Blues Festival en 2019.

Lowe se ha casado dos veces. Su primer matrimonio fue con la cantante de country Carlene Carter de 1979 a 1990 y está casado con la diseñadora Peta Waddington desde 2010. La pareja tiene un hijo, Roy, nacido en 2005.

## Influencia
En 2011, el New York Times afirmó: "La carrera de 40 años del cantautor inglés Nick Lowe constituye una paradoja: las canciones que ha escrito son más conocidas que él". Alex Turner, de Arctic Monkeys, describió a Lowe como uno de sus letristas favoritos. En otra entrevista, dijo que estaba "impresionado" y fue enviado "de vuelta al primer paso" por las composiciones de Lowe.

## Discografía

### Álbumes de estudio
- Jesus of Cool (1978)
- Labour of Lust (1979)
- Nick the Knife (1982)
- The Abominable Showman (1983)
- Nick Lowe and His Cowboy Outfit (1984)
- The Rose of England (1985)
- Pinker and Prouder Than Previous (1988)
- Party of One (1990)
- The Impossible Bird (1994)
- Dig My Mood (1998)
- The Convincer (2001)
- At My Age (2007)[7]
- The Old Magic (2011)
- Quality Street: A Seasonal Selection for All the Family (2013)